# Partido Laborista del Pueblo
El Partido Laborista del Pueblo (en inglés: People's Labour Party) abreviado como PLP es un partido político de San Cristóbal y Nieves fundado el 28 de mayo de 2013 y registrado legalmente el 17 de junio por los parlamentarios de la Asamblea Nacional Timothy Harris y Sam Condor, hasta entonces miembros del entonces gobernante Partido Laborista de San Cristóbal y Nieves (SKNLP). Tiene su sede en la isla de San Cristóbal.
De cara a las elecciones generales de 2015, el PLP formó la coalición Unidad en Equipo con el Movimiento de Acción Popular, también ubicado en San Cristóbal, y el Movimiento de los Ciudadanos Responsables de la isla de Nieves, obteniendo la victoria con el 49,93% de los votos y 7 escaños parlamentarios, poniendo a su vez fin a veinte años de hegemonía laborista en el país bajo el gobierno de Denzil Douglas. A pesar de ser el único parlamentario de su partido, Harris fue elegido primer ministro de San Cristóbal y Nieves y fue investido como tal el 18 de febrero de 2015. La coalición sería reelegida en 2020, con una mayoría aún mayor, ascendiendo el PLP a dos escaños parlamentarios y manteniendo a Harris como primer ministro.

## Historia electoral
|  | 8.99 % |

|  | 13.37 % |

|  | 17.14 % |